# Conor Fitzgerald
Pour les articles homonymes, voir Fitzgerald.
Conor Fitzgerald, né Conor Fitzgerald Deane en 1964 à Cambridge dans la région de l'Angleterre de l'Est, est un écrivain britannique, auteur de roman policier.

## Biographie
Fils du poète et écrivain irlandais Seamus Deane, Conor Fitzgerald naît à Cambridge en 1964.
Il s'installe à Rome à la fin des années 1980. Après avoir été l'éditeur d'une revue d'informations politiques et économiques destiné aux institutions étrangères de la ville, il a notamment travaillé comme traducteur sur les écrits de James Joyce et dans le domaine financier pour le parlement italien. Il a également travaillé dans l'enseignement, donnant des cours à l'université John Cabot et à l'école des traducteurs et interprètes d'Ostie. 
En 2010, il commence une carrière de romancier avec la parution du roman policier Kompromat (The Dogs of Rome) qui est le premier titre d'une série consacrée aux enquêtes du commissaire de police Alec Blume, un Américain installé à Rome et partagé entre ses origines et son attachement à la ville éternelle.

## Œuvre

### SérieCommissaire Alec Blume
1. The Dogs of Rome (2010) Publié en français sous le titre Kompromat, traduction d'Isabelle Maillet, Paris, Payot & Rivages, coll. « Rivages/Thriller », 2011
2. The Fatal Touch (2011) Publié en français sous le titre Mort d'un faussaire, traduction d'Isabelle Maillet, Paris, Payot & Rivages, coll. « Rivages/Thriller », 2014
3. The Namesake (2012)
4. The Memory Theater (2013)
5. Bitter Remedy (2014)
6. Cardinal Witness (2017)

## Prix et distinctions notables
- Nomination au New Blood Dagger Award en 2011 pour Kompromat (The Dogs of Rome).